# Big Hawk
John Edward Hawkins (24 de julho de 1969 - 1 de maio de 2006), mais conhecido pelos seus nomes artísticos H.A.W.K. ou Big Hawk foi um rapper estadunidense de Houston, Texas e ex-membro do grupo de rap Screwed Up Click. Ele é o irmão mais velho de Fat Pat, que foi assassinado em 1998. Hawk foi casado e possuía dois filhos até a data de sua morte, quando ia ao encontro de um amigo e foi atingido por vários tiros.

## Discografia
- 2000: Under Hawk's Wings
- 2001: HAWK
- 2004: Wreckin' 2004 (com Lil Keke)
- 2008: Endangered Species